# Warburton (West-Australië)
Warburton is een plaats en Aboriginesgemeenschap in de regio Goldfields-Esperance in West-Australië. Het ligt 1500 kilometer ten oostnoordoosten van Perth, 750 kilometer ten noordoosten van Kalgoorlie en 1.050 kilometer ten zuidwesten van Alice Springs.
In 2021 telde het 511 inwoners tegenover 571 in 2006. Bijna 85 % van de bevolking was van achtergrond Aborigines.

## Geschiedenis
Ten tijde van de Europese kolonisatie leefden de Yarnangu Aborigines uit de Ngaanyatjarra-taalgroep in het gebied. Ze leidden een nomadisch bestaan. De Ngaanyatjarra geloofden dat de aarde oorspronkelijk vlak was en dat mythische wezens aan de basis van het ontstaan van alle landschapselementen liggen. De verhalen, rituelen en ceremonies hierover noemen de Ngaanyatjarra 'Tjukurrpa', door niet-Aborigines meestal de droomtijd genoemd.
Vanaf 1933 eindigde het nomadisch bestaan van de Aborigines. Europese missionarissen arriveerden in het gebied en richtten de Warburton Missie op. Tegen 1954 leefden 500 à 700 Aborigines in de nederzetting. De kinderen werden in een kindertehuis ondergebracht en kregen de Engelse taal aangeleerd. De vrouwen leerden naaien en koken en de mannen verzamelden dingoschedels, schoren de schapen of bouwden de onderkomens van de missie. In 1961 werd de slaapfaciliteiten voor de kinderen gesloten en de kinderen werden van dan af bij hun ouders ondergebracht. Een nabijgelegen kopermijn lokte nog meer mensen naar de nederzetting en in de jaren 1970 verlieten de laatste nomadische Aborigines de bush. De Aborigines van Warburton werden de 'Evangelist Mob' genoemd en maakten deel uit van de 'Black Crusade', een christelijk evangelische beweging geleid door Aborigines.
In 1973 gaf de 'United Aborigines Mission' het bestuur van de nederzetting over aan de Aborigines. De 'Ngaanyatjarra Council' werd opgericht en kreeg de verantwoordelijkheid over de nederzetting. Er werden een vliegtuigmaatschappij, bouwbedrijf, wegenaanlegbedrijf en een transportbedrijf opgericht. In 1988 kreeg de Council een 99-jarige lease voor het grondgebied toegewezen. In 1990 ging het 'Warburton Arts Project' van start. In 1993 werd de Shire of Ngaanyatjarraku opgericht. Het jaar erop werd de 'Ngaanyatjarra Council' als orgaan voor de onderhandelingen over een Native title-eis erkend.

## 21e eeuw
In 2000 werd het 'Tjulyuru Cultural and Civic Centre', onder auspiciën van het 'Warburton Arts Project', geopend. Het bevat een grote collectie Aborigineskunst, in handen en onder controle van de Aborigines zelf.
Warburton is het administratieve en dienstencentrum van het afgelegen district Shire of Ngaanyatjarraku. Warburton heeft een ziekenhuis, politiekantoor, basis- en secundaire school en verschillende culturele en sportfaciliteiten.

## Toerisme
- Tjulyuru Cultural and Civic Centre, bevat een grote collectie Aborigineskunst
- Surveyor General's Corner, het punt waar de grenzen van West-Australië, Zuid-Australië en het Noordelijk Territorium samenkomen[9]

## Transport
Warburton ligt langs de 2.700 kilometer lange 'Great Central Road' die tussen Laverton in West-Australië en Winton in Queensland loopt. De weg wordt ook wel de 'Outback Way' genoemd.
Warburton heeft een luchthaven, Warburton Airport (ICAO: YWBR).

## Klimaat
Warburton kent een warm woestijnklimaat, BWh volgens de klimaatclassificatie van Köppen.
| Maand                                  | jan  | feb  | mrt  | apr  | mei  | jun  | jul  | aug  | sep  | okt  | nov  | dec  | Jaar  |
| -------------------------------------- | ---- | ---- | ---- | ---- | ---- | ---- | ---- | ---- | ---- | ---- | ---- | ---- | ----- |
| Hoogste maximum (°C)                   | 47,7 | 45,5 | 44,8 | 39,7 | 35,7 | 30,0 | 31,0 | 33,8 | 40,0 | 43,1 | 44,4 | 47,4 | 47,7  |
| Gemiddeld maximum (°C)                 | 37,9 | 36,6 | 34,2 | 29,5 | 24,4 | 20,7 | 20,9 | 23,3 | 28,1 | 32,1 | 34,5 | 36,8 | 29,9  |
| Gemiddeld minimum (°C)                 | 23,1 | 22,2 | 20,2 | 15,4 | 10,5 | 6,6  | 5,7  | 7,2  | 11,4 | 15,9 | 18,8 | 21,5 | 14,9  |
| Laagste minimum (°C)                   | 13,9 | 13,0 | 9,0  | 3,3  | 0,0  | −1,8 | −5,0 | −3,4 | 0,0  | 4,2  | 9,0  | 9,1  | −5,0  |
|                                        |      |      |      |      |      |      |      |      |      |      |      |      |       |
| Neerslag (mm)                          | 30,7 | 35,3 | 29,8 | 18,6 | 15,4 | 17,9 | 12,1 | 8,7  | 5,3  | 14,0 | 24,2 | 31,3 | 243,3 |
| Regendagen (dag)                       | 4,3  | 4,2  | 3,9  | 3,1  | 3,5  | 3,6  | 3,1  | 1,9  | 1,6  | 3,0  | 4,1  | 5,1  | 41,4  |
| Bron: Australian Bureau of Meteorology |      |      |      |      |      |      |      |      |      |      |      |      |       |

Agnew · Balagundi · Balgarri · Bardoc · Beria · Black Flag · Bonnie Vale · Boorara · Boulder · Broad Arrow · Buldania · Bullabulling · Bulong · Burbanks · Burtville · Callion · Cascade · Comet Vale · Condingup · Coolgardie · Coonana · Cosmo Newbery · Cundeelee · Dalyup · Davyhurst · Duketon · Dundas · Dunnsville · Esperance · Eucla · Eulaminna · Euro · Feysville · Forrest · Gibson · Gindalbie · Golden Ridge · Goongarrie · Grass Patch · Gudarra · Gwalia · Higginsville · Hopetoun · Israelite Bay · Jerdacuttup · Kalgoorlie · Kambalda · Kambalda West · Kanowna · Kathleen · Kintore · Kookynie · Kurnalpi · Kunanalling · Kundana · Kurrajong · Kurrawang · Lakewood · Laverton · Lawlers · Leinster · Leonara · Linden · Londonderry · Loongana · Malcolm · Menzies · Mertondale · Mount Burges · Mount Ida · Mount Margaret · Mount Morgans · Mulgarrie · Mulwarrie · Mulline · Mungari · Munglinup · Murrin Murrin · Niagara · Norseman · Ora Banda · Princess Royal · Ravensthorpe · Rawlinna · Salmon Gums · Scaddan · Sir Samuel · Tampa · Vivien · Warburton · Waverley · Widgiemooltha · Windanya · Wingellina · Woodarra · Yarri · Yerilla · Yunndaga · Yundamindera · Zanthus